# فيم أندرييسين
فيليم جيراردوس أندرييسين (بالهولندية: Willem Gerardus Anderiesen)‏ (17 نوفمبر 1903 - 18 يوليو 1944) لاعب كرة قدم هولندي راحل كان يجيد اللعب في خط الوسط.
لعب طوال مسيرته الرياضية في نادي أياكس أمستردام (1925-1940).
مثل منتخب هولندا في 46 مباراة (1926-1939). شارك مع منتخب هولندا في بطولة كأس العالم 1934 في إيطاليا حيث خرج من الدور الثمن النهائي وفي بطولة كأس العالم 1938 في فرنسا حيث خرج من الدور الثمن النهائي أيضا.

## وصلات خارجية
- فيم أندرييسين على موقع قاعدة بيانات كرة القدم.إي يو (الإنجليزية)
- فيم أندرييسين على موقع ناشيونال فوتبول تيمز (الإنجليزية)
- فيم أندرييسين على موقع Soccerway.com (الإنجليزية)
- فيم أندرييسين على موقع عالم كرة القدم.نت (الإنجليزية)

- هذا سيرة ذاتية